# خورشید اعظم
خورشید اعظم (انگلیسی: Khurshid Azam؛ زادهٔ ۱۶ ژوئن ۱۹۴۲) ورزشکار هاکی روی چمن اهل پاکستان است.
وی در مسابقات کشوری و بین‌المللی در مجموع برندهٔ ۱ مدال نقره شده‌است.